# Гиббон, Джон Хейшам
Джон Хейшам Гиббон-младший (англ. John Heysham Gibbon, Jr.; 1903—1973) — американский кардиохирург, изобретатель аппарата искусственного кровообращения.

## Биография

### Семья
Джон Хейшам Гиббон-младший или широко известный как Джек родился в Филадельфии 29 сентября 1903 года в интеллигентной и известной семье. Мать — Маргори Юнг (Marjorie Young Gibbon), отец Джека Гиббон-старший (John Heysham Gibbon) профессор хирургии в медицинском колледже Джеферсона. Его семья необычайно интересна и, несомненно, сыграла огромное значение в его карьере. Первые из Гиббонов прибыли в Филадельфию из Уилтшира, Англия в 1684 году и, по словам сестры Джека Марджори, были пророчески названы Джоном и Марджери. Пра-пра-дедушка Джека, Джон Ханнум Гиббонс, родился в Честер Каунти, штат Пенсильвания и получил образование в области медицины в Эдинбурге, став первым американским врачом за пять поколений до рождения Джека. Его сын, Джон Хейшем Гиббон, родился в 1795 году. Хотя он и получил медицинское образование в Университете Пенсильвании, но никогда ей не занимался. Вместо этого он стал видным минералогом, и в 1834 году был назначен пробирщиком Монетного двора США в Шарлотте, Северная Каролина. Его второй сын, Роберт, стал практикующим врачом, как и два сына Роберта, отец Джека и дядя. Кроме того, через бабушку Доктора Гиббона-старшего, у Джека был пра-пра-пра-дедушка — Джон Ларднер (John Lardner), который тоже был врачом в Лондоне. Его племянник по-прежнему носит имя Гиббон в своей профессии. Из всех них Джек знал при жизни только деда по материнской линии, Самуэля Б. Янга (Samuel B. M. Young), одного из действительно выдающихся военных деятелей США. Самуэль родился в 1840 году в известной в Питтсбурге семье и стал добровольцем в начале гражданской войны. Его восхождение по служебной лестнице с момента зачисления в апреле 1861 года от рядового до бригадного генерала, произошло с невероятной быстротой, в течение всего четырёх лет. После службы на Кубе во время войны с Испанией, он был произведен в генерал-майора, а затем генерал-лейтенанта. Пожалуй, самый важный пост, который он занимал был пост первого президента Военной коллегии в 1902 году.
Отец Джека, Джон Гиббон-старший, родился в городе Шарлотт, штат Северная Каролина в 1871 году. По окончании в гимназии, он продолжил обучение в медицинском колледже Джефферсона, который окончил в 1891 году. Всю свою жизнь он оставался тесно связан с этим учреждением, а также с больницей штата Пенсильвания. В отличие от своего сына, отец Джека не занимался научно-исследовательскими экспериментами в лаборатории, но внёс значительный вклад в литературу о клинической хирургии. Он был удостоен чести быть действительным членом ряда профессиональных обществ и стал первым секретарем, а затем и президентом Американской хирургической ассоциации. В 1901 году в Сан-Франциско, он женился на мисс Марджори Янг, с которой познакомился во время Испано-американской войны в Казармах Джефферсона, в штате Миссури. Она была одной из «пяти красивых молодых сестёр», дочерей генерала Янга и его жены Маргарет МакФаден Янг (Margaret McFadden Young). Молодая мисис Гибсон не имела постоянного места обучения, т.к часто переезжала вслед за отцом. У неё была глубокая любовь к поэзии и книгам, которые она никогда не прекращала читать. Вполне вероятно, что Джек унаследовал любовь к поэзии от неё.
Джек и его братья с сестрой выросли в счастливой семье, в Филадельфии, проводя всё время зимой и летом около Медиа (Media) на красивой ферме Линфилд (Lynfield Farm), которая перешла к Джеку по наследству после смерти родителей. Джек был на полтора года моложе Марджори, на полтора года старше Сэма, и на четыре с половиной года старше Роберта. Он был спортивным, любящим состязания, мальчиком, время от времени показывающим свой «взрывной характер». Превосходя своих братьев и друзей почти всех видах спорта, он, наконец, обогнал их и в верховой езде. Одна из любимых игр семьи была шахматы. Игра часто начинавшаяся до обеда и продолжавшаяся во время обеда, и обычно заканчивалась победой Джека. Он был окружён любовью и восхищением своих родителей, любил подолгу беседовать с отцом, чью преданность своей профессии и восприимчивость к новым идеям Джек особенно ценил. Их мнения расходились лишь в сфере политики, где либерализм Джека был особенно далёк от консерватизма отца. Оба родителя умерли в 1956 году в течение недели друг за другом.

### Учёба
Джек посещал привилегированную школу Вильяма Пинна (William Penn Charter School) в Филадельфии, где он был отличным студентом. По словам Марджори, из летнего лагеря в 1919 году, как раз перед поступлением в Принстон, он вернулся полностью изменившимся, в значительной мере из-за одного из его воспитателей, Джима Лэндиса (Jim Landis), который позже стал первым председателем Комиссии по ценным бумагам и биржам. Хотя он всегда был прилежным, но теперь он буквально загорелся литературой и философией. Окончив школу, он присоединился к Марджори обучавшейся летом в Сорбонне. Там они вместе бродили свободные и непринужденные и Джек, продолжая с жаром интересоваться французской историей, тратил всё своё время на чтение книги Уильяма Джемса «Многообразие религиозного опыта». Он говорил ей о том, что собирается поступать в медицинскую школу в Эдинбурге и о совместном там проживании. Но вместо этого в 1919 году он вернулся в Принстон. Эти первые годы в Принстоне не были полностью счастливыми, так как он чувствовал себя слишком молодым и незрелым для товарищеских отношений с сокурсниками, едва достигнув шестнадцатилетия. Большую часть своего времени он тратил на чтение и изучение и окончил университет в 1923 году в девятнадцать лет.
В этом же году Джек поступает в Медицинский колледж Джефферсона, но уже к концу своего первого года обучения собирается бросить его, думая, что занятие чем-либо ещё, возможно писательством, окажется ему более по вкусу. Но отец дает ему очень серьезный аргумент в пользу продолжения своего профессионального образования, сказав: «Если ты не хочешь заниматься медицинской практикой, то и не нужно, но нет ничего плохого, чтобы получить возможность заниматься ей». Следуя совету отца, он получает степень доктора медицины в 1927 году.

## Научная деятельность
В 1927 году по окончании медицинской школы Джон отправляется в Больницу Пенсильвании для прохождения двухгодичной интернатуры, где активно участвует в клинических исследованиях, изучая эффекты хлорида натрия и калия в диете пациентов с гипертензией. После двух лет интернатуры получает должность ассистента-исследователя доктора Эдварда Черчилля (Edward Churchill) в Массачусетской больнице общего профиля в Бостоне.
В феврале 1930 года Джон начал работать в лаборатории медицинской школы Гарварда (Harvard Medical School), где познакомился со своей будущей женой — ассистенткой доктора Черчилля, Мери Хопкинс (Mary Hopkins).
3 октября 1930 года Джон и Черчилль осматривали жалующуюся на дискомфорт в груди пациентку, которая уже 2 недели находилась на постельном режиме после холецистэктомии. Неожиданно пациентка потеряла сознание, её дыхание нарушилось. Доктор Черчилль поставил диагноз: тромбоэмболия лёгочной артерии. По жизненным показаниям пациентку должны были взять в операционную для выполнения почти всегда фатальной операции Тренделенбурга, также известной как лёгочная эмболэктомия. Джона Гиббона назначили следить за состоянием пациентки ночью, и когда утром её артериальное давление не смогли измерить, больную немедленно отправили на операцию. Доктор Черчилль выполнил эмболэктомию из лёгочной артерии за 6,5 минут, но пациентка умерла. Джек долго думал над тем как можно было бы улучшить состояние пациентки, и ему пришла в голову мысль перенаправить венозную кровь из расширенных вен в аппарат, где бы кровь насыщаясь кислородом, избавлялась от углекислого газа, а затем возвращалась обратно в артерии больной.
Вернувшись в Филадельфию в 1931 году, Джон вместе с женой начинает проводить подготовительные исследования по созданию аппарата искусственного кровообращения. В 1934 году работая в Гарварде под руководством доктора Черчилля им удалось добиться первых успехов: кошки с полной окклюзией лёгочной артерии оставались живыми до 2 часов 51 минуты. Однако у аппарата ещё оставались нерешённые проблемы, самыми серьёзными из них были гемолиз, который развивался, когда кровь проходила через аппарат, и невозможность оксигенировать большие объёмы крови. Работа Гиббона над аппаратом прервалась в январе 1942 года, когда он волонтёром отправился на Вторую мировую войну, где пробыл до 1945.
Гиббон вернулся к работе над аппаратом в Медицинском колледже Джефферсона в 1946 году, где с помощью одного из своих студентов — Кларка (E.J. Clark) познакомился с Томасом Уотсоном старшим (Thomas Watson) президентом IBM. Кларк был студентом-медиком в колледже Джефферсона и был зачислен на работу в лабораторию вместе с Джоном Темплтоном (John Templeton), который был помощником Гиббона. Кларк служил пилотом в Военной Авиатранспортной Службе во время войны и был помолвлен с дочерью президента колледжа Лафайет, который был близким другом Томаса Уотсона. Кларк справедливо считал, что Уотсон может быть заинтересован в оказании помощи в разработке аппарата искусственного кровообращения. Благодаря этой связи, Гиббон был приглашен на встречу с Уотсоном, который сразу же стал активным сторонником.
В течение нескольких лет Джек сотрудничал лично с Томасом Уотсоном старшим и ещё пятью инженерами IBM. В результате они построили первое устройство искусственного кровообращения, которое могло устойчиво работать непосредственно во время операций на сердце, не повреждая при этом эритроцитов и не создавая воздушных пузырей.
6 мая 1953 года Джон Гиббон в Филадельфии впервые в мире выполнил успешную операция на открытом сердце, по поводу дефекта межпредсердной перегородки, с использованием аппарата искусственного кровообращения. Эта операция была первой из серии пяти операций выполненной Гиббоном в 1950 году. В последующем четверо из пяти пациентов доктора Гиббона умерли из-за различных осложнений, в связи с чем автор первого аппарата искусственного кровообращения отказался от проведений операций на открытом сердце.
В 1955 году Джон Кирклин и его команда в клинике Мейо, модифицировав АИК Гиббона, использовали его в дальнейшем для выполнения пионерских операций на открытом сердце.

## Звания и награды

### Научные звания
- 1923 — Бакалавр, Принстонский университет
- 1927 — Доктор медицины, Медицинский колледж Джефферсона

### Почётные звания
- 1959 — Доктор наук, Университет Буффало
- 1961 — Доктор наук, Принстонский университет
- 1965 — Доктор наук, Пенсильванский университет
- 1967 — Доктор наук, Колледж Дикинсона
- 1969 — Доктор юриспруденции, Медицинский колледж Джефферсона
- 1970 — Доктор наук, Университет Дьюка

### Военные звания
- 1942—1944 Майор, армия США
- 1945 Подполковник, армия США